# 舞園にこ
舞園 にこ（まいぞの にこ、1996年3月3日 - ）は、日本のAV女優。ファンスタープロモーション所属。

## 略歴・人物
大阪府出身。2015年にデビューしたロリ系AV女優。
2017年1月23日、体調を崩し業界を1年ほど離れていたが、活動を再開したことをツイート。

## 出演作品

### アダルトDVD
2015年
- エスカレートするドしろーと娘 268（9月2日、プレステージ）
- 日焼けロリィーちゃん 舞園にこ18才（9月11日、FIRST STAR）
- スーパーヒロインレズドミネーション スーパーレディーVS邪悪な魔女と3人の豊満女戦士（9月25日、GIGA）共演:大迫直子、幸子、TOMOKA、岸川ひろみ
- ド田舎の川辺で見つけた日焼けロリィーちゃん 舞園にこ18才（10月19日、キチックス）
- 浜辺の美少女を、本気でヤッちゃいました。 2015 vol.2 神奈川県湘南ビーチで顔射ナンパ編（11月20日、プレステージ）他出演:丸山れおな、西内萌菜、碧木凛、道重咲 ほか
- 少女車内連続強姦（11月27日、I.B.WORKS）他出演:なごみ、愛須心亜
- ド田舎の川辺で無垢な女の子に悪戯してそのまま近くの温泉で乱交しちゃいました。 4（12月4日、FIRST STAR）共演:逢月はるな、あおいれな、池端真実、白桃心奈
- おやじちゃれんじ 可愛い講師がエロく優しく教える中出し個別授業（12月10日、ホットエンターテイメント）他出演:笹本梓、川奈まい
- 炉利の湯 巷で有名なロリカワ揃いの名門女子テニス部がはっちゃけ温泉大乱交（12月19日、キチックス）共演:逢月はるな、池端真実、あおいれな、白桃心奈

2016年
- ＜わいせつ図画＞ こんな野郎を教師と呼ぶな! 女子バスケ部鬼畜顧問の不祥事まとめ 強姦被害者少女5人（1月8日、FIRST STAR）共演:逢月はるな、あおいれな、池端真実、白桃心奈
- 浪速発 大阪親子どんぶりラプソディ（2月7日、桃太郎映像出版）共演:潮見百合子
- 女の尻だけが好きなんです! 変態尻フェチのための壁尻風俗店 壁にはまって動けないケツ穴マ○コをおもいっきり物扱いしてみたい!（3月17日、ROCKET）共演:高山えみり、安西詩織、浜崎真緒
- パイパン中出し女子校生4時間 Vol.2（8月12日、BAZOOKA）他出演:逢沢るる、土屋あさみ、雪谷ちなみ、百瀬ひまり
- 都内某所の優良おっぱいパブでは、1日1時間限定で挿入OK!!との噂が!?このご時世に本当にそんなおっパブが存在するのか徹底検証!! 5 〜SCOOP5周年特別企画 満員御礼おっパブ嬢倍増SP〜（8月12日、SCOOP）共演:涼宮はるか、佐野あおい、北山あやか、今井キキ、水野らん、三苫うみ、小田エリナ ほか
- 成績の振るわないデカ尻のムチムチOLが訪問営業に!土下座までして契約を懇願してくるもんだから「コレの意味わかりますよね?」と勃起したチ●ポを見せつけると戸惑った様子を見せつつも「これで、契約してくれますよね…?」とパクっと咥え込み…!?（9月9日、SCOOP）他出演:逢沢るる、涼海みさ、桜ちなみ
- 素人・マスク女子全裸図鑑 〜恥ずかしがり屋の素人娘がマスクを装着すると、どこまで大胆になれるのか!?〜（12月9日、S級素人）他出演:宮崎あや、向井藍、逢沢るる、あおいれな、葉月七瀬、篠田ゆう、双葉ゆきな、仁美まどか、NOA、土屋あさみ、北川エリカ、尾崎ののか、桜ちなみ、橘咲良、千野くるみ、松本メイ、諸星エミリー ほか

2017年
- 実録・近親相姦 ［九］義理の娘騙し姦淫編（1月13日、ゴーゴーズ）
- 反バトル連盟キャットパックVS反バトル連盟ネイキッド ゲバルト 二章 免れざるトップレスの運命（2月17日、バトル）共演:笹倉杏
- 小学校時代、授業中にオナニーをしていた関西弁のむっつりメガネっ娘（3月1日、プラネットプラス）
- 関西在住の女の子が友達と2人揃ってAV出演（6月1日、AKNR）共演:小鳥遊まゆ　他出演:橋下まこ、二宮和香
- 妻がBBQでヤリサーに寝取られる動画をネットで発見! ベロベロに泥酔させて意識飛んでる隙に妻も女友達も中出しされていた（6月7日、かぐや姫Pt）共演:唯川希、篠宮ゆり
- 清楚ビッチJKが家に侵入 娘が連れてきた友達は既婚者好きのド淫乱少女だった！家族に見付からないよう隠れて僕に中出し懇願してくるので正直困った（7月7日、かぐや姫Pt）他出演:唯川希、篠宮ゆり、柚月すず

## リンク
- 舞園にこ⌄̈⃝av女優 (@maizononiko) - X（旧Twitter）（2017年1月23日 - ）